# Втеча з Атлантиди
Втеча з Атлантиди (англ. The Mirrors of Tuzun Thune) — оповідання у жанрі фентезі американського письменника-фантаста Роберта Говарда, яке є першим оповіданням, написаним Говардом, у якому розповідається про появу Кулла, дія якого розгортається у вигаданій доісторичній Турійській ері.
Це оповідання, фактично приквел до інших історій про Кулла, де детально описуються події, які призвели до вигнання Кулла його племенем, а також передбачення майбутнього Кулла як великого короля через використання пророчого сну. Це також показує, що непокірливість Кулла проти задушливих старих законів і традицій задовго до того, як він став королем Валюзії і що він був аутсайдером навіть у своєму попередньому житті в Атлантиді.
Ця історія була опублікована лише в 1967 році в Lancer Books «Король Кулл».

## Сюжет
Задовго до того, як він став великою імперією, континент Атлантида був населений різними племенами варварів. Троє варварів з морсько-гірського племені — Кулл, Ам-ра і Гор-на — розбиваються табором на нічліг. Гор-на, найстаріший, розповідає давню легенду про тигра, який молився до місяця про порятунок від мисливців, що переслідували його, і отримав притулок, що змусило всіх тигрів поклонятися місяцю. Кулл причепився до історії Гор-на, зазначивши, що тигри не поклонялися б Місяцю за допомогу тигру, який жив багато століть тому. Гор-на дорікає Куллу за його висміювання старих міфів і традицій, наполягаючи на тому, що те, що було завжди, завжди буде. Кулл не вважає свою заяву хибною, стверджуючи, що навіть гори не існують вічно. Гор-на нагадує Куллу, що його врятувало морсько-гірське плем'я від дикого існування після того, як його сім'я загинула під час великої повені, і що Кулл повинен навчитися приймати шлях народу, який його всиновив. Ам-ра, наймолодший із групи, виступає на захист Кулла, кажучи, що хоча Кулл може бути аутсайдером, він, безперечно, є найсильнішим членом їхнього племені. Гор-на має погодитися.
Їхня розмова повертається до зовнішнього світу. Сусідні острови Лемурії зараз ведуть війну проти великого королівства Валюзія на материку. Кулл схвильований і каже, що хоче колись побачити Валюзію, Місто дива. Гор-на каже, що якщо це колись і зробить, то лише в кайданах.
Коли чоловіки лягають спати, Кулл бачить дивовижний сон. У ньому він чує звуки війни та сурми. Він бачить, як перед ним відкриваються чудові краєвиди. Кулл виявляє, що він одягнений у золоту корону і чує голоси, що кричать: «Король Кулл!». Кулл прокидається, щоб побачити, що його переслідує та захоплює це видіння.
Наступного ранку чоловіки повертаються до свого села. Вони дізнаються, що молоду дівчину на ім'я Ала (у відредагованому варіанті, на ім'я — Саріта) збираються спалити на вогнищі. Ала наважилася одружитися з лемурійським піратом і була вигнана за розрив давньої ворожнечі. Коли корабель закоханих зазнав аварії і її викинуло на берег, люди Али знайшли її і тепер мають намір стратити — її власна мати зреклася її, очолюючи мстивий натовп. Кулл відчуває себе збентеженим, огидними законами, які наполягають на тому, що атлант повинен бути страчений за шлюб з ворогом їхньої раси. Його очі зустрічаються з Алою і вони досягають мовчазного розуміння. Кулл дістає свій мисливський ніж і кидає його в груди дівчини, миттєво вбиваючи її та позбавляючи її від долі спалення заживо.
Поки селяни все ще надто шоковані, щоб діяти, Кулл відвертається й тікає. Ам-ра рятує Куллу життя, змусивши лучника промахнутися. Кулл підіймається на схилі скелі та втікає.

## Історія створення та публікації
Це єдине оповідання Роберта Говарда, дія якого відбувається в Атлантиді, а також перше оповідання про Кулла відповідно до хронології, до того ж єдиний з циклу в якому Кулл не є королем Валюзії. Оповідання не було озаглавлено письменником, а автором назви «Exile of Atlantis» був Глен Лорд. Вперше оповідання було опубліковано у 1967 році, на основі рукопису автора.